# Forteresse de Srebrenik
La forteresse de Srebrenik se trouve en Bosnie-Herzégovine, sur le territoire de la ville de Srebrenik et dans la municipalité de Srebrenik. Elle remonte au Moyen Âge et à la période ottomane et est inscrite sur la liste des monuments nationaux de Bosnie-Herzégovine.

## Localisation

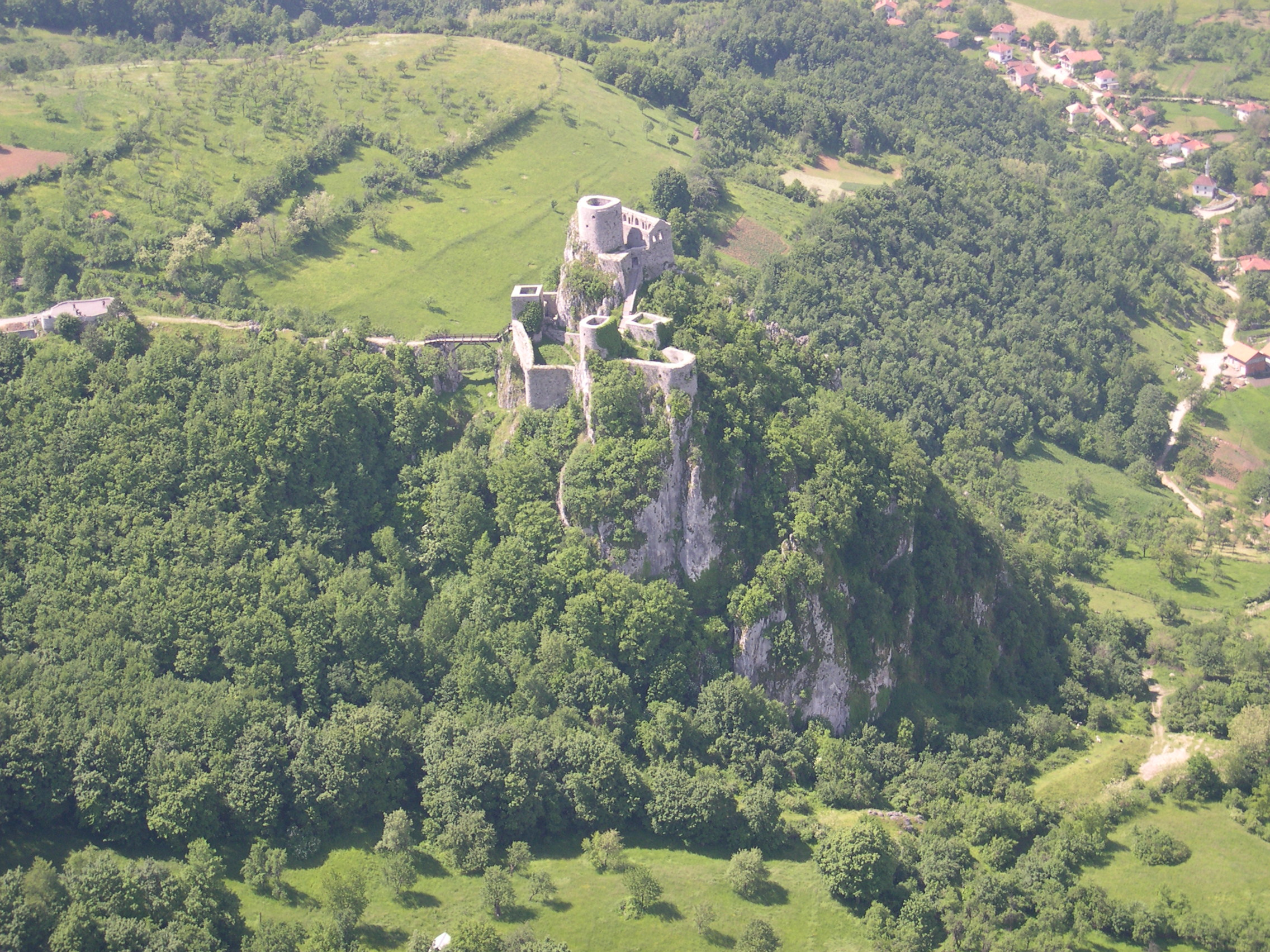
Vue aérienne de la forteresse